# Resolutie 1571 Veiligheidsraad Verenigde Naties
Resolutie 1571 van de Veiligheidsraad van de Verenigde Naties werd op 4 november 2004 zonder stemming door de VN-Veiligheidsraad aangenomen en bepaalde de datum waarop een nieuwe rechter voor het Internationaal Gerechtshof zou worden verkozen.

## Achtergrond
De Franse jurist Gilbert Guillaume was sedert 1987 rechter van het Internationaal Gerechtshof. Van 2000 tot 2003 diende hij ook als voorzitter van het Hof. In februari 2005 ging zijn ontslag in, terwijl zijn ambtstermijn nog tot februari 2009 doorliep. Die ambtstermijn werd verder afgemaakt door zijn landgenoot Ronny Abraham.

## Inhoud
De Veiligheidsraad:
- Betreurt het ontslag van rechter Gilbert Guillaume dat ingaat op 11 februari 2005.
- Merkt op dat een positie bij het Internationaal Gerechtshof is vrijgekomen voor de rest van de ambtstermijn die volgens het Statuut van het Hof moet worden ingevuld.
- Merkt op dat de datum van de verkiezingen om de positie in te vullen moet worden vastgelegd door de Veiligheidsraad.
- Beslist dat de verkiezing zal plaatsvinden op 15 februari 2005 op een vergadering van de Veiligheidsraad en een vergadering van de Algemene Vergadering tijdens diens 59ste sessie.

## Verwante resoluties
- Resolutie 1278 Veiligheidsraad Verenigde Naties (1999)
- Resolutie 1361 Veiligheidsraad Verenigde Naties (2001)
- Resolutie 1914 Veiligheidsraad Verenigde Naties (2010)
- Resolutie 1926 Veiligheidsraad Verenigde Naties (2010)

Lijst ·  1522 ·  1523 ·  1524 ·  1525 ·  1526 ·  1527 ·  1528 ·  1529 ·  1530 ·  1531 ·  1532 ·  1533 ·  1534 ·  1535 ·  1536 ·  1537 ·  1538 ·  1539 ·  1540 ·  1541 ·  1542 ·  1543 ·  1544 ·  1545 ·  1546 ·  1547 ·  1548 ·  1549 ·  1550 ·  1551 ·  1552 ·  1553 ·  1554 ·  1555 ·  1556 ·  1557 ·  1558 ·  1559 ·  1560 ·  1561 ·  1562 ·  1563 ·  1564 ·  1565 ·  1566 ·  1567 ·  1568 ·  1569 ·  1570 ·  1571 ·  1572 ·  1573 ·  1574 ·  1575 ·  1576 ·  1577 ·  1578 ·  1579 ·  1580